# Ваєнхонг Менайотін
Ваенхонг Менайотін (уроджений Каяфон Мунсрі: тай. วันเฮง มีนะโยธิน, нар. 27 жовтня 1985, Махасаракам, Таїланд) — тайський боксер-професіонал. Чемпіон світу за версією WBC (2014). За версією BoxRec на 1 серпня 2020 року посідає 1 місце (52,20 балів) серед боксерів мінімальної ваги (до 47,6 кг або 105 фунтів) та 129 місце серед боксерів поза ваговою категорією.

## Професійна кар'єра
Професійний дебют у боксі пройшов 26 січня 2007 року, у місті Так на заході Таїланду у боксерському бою з 6 раундів проти філіппінця дебютанта Роель Гаде, і виграв його на одностайну думку суддів. 23 лютого 2007 року в Бангкоку в 8-раундовому бою зустрівся з Денні Лінасом з Філіппін, у якого в кар'єрі було 26 поразок при 8 перемогах, перемога одностайною думкою суддів Ваенхонга. 30 березня 2007 року у своєму третьому професійному бою бився за вакантний молодіжний титул WBC та виграв бій нокаутом у 1 раунді у китайця Імін Мао. Згодом захистив цей титул 8 разів. Двічі захистив у 2007 році (виграв у філіппінців Денніса Хунтільяно одностайною думкою суддів та Армандо де ла Круз нокаутом у 5 раунді).
Особливо продуктивним для тайського боксера став 2018 рік, в якому він побив вічний рекорд Флойда Мейвезера-молодшого, здобувши 52 перемоги на професійному рингу за відсутності поразок. 2 травня нокаутом у 5-му раунді переміг панамця Лерой Естрада. 29 серпня Ваенхонг проводив 10 захист титулу проти філіппінця Педро Тадурана (майбутній чемпіон за версією IBF) виграв його одностайною думкою суддів і наздогнав Флойда Мейвезера-молодшого (50-0-0). Рекорд було поставлено після перемоги над індонезійцем Мектисоном Марганті. Після цього на мініатюрного тайця звернуло увагу боксерське співтовариство.